# Косовщинское водохранилище
Косовщинское водохранилище (укр. Косівщинське водосховище) — водохранилище на реке Сумке в Сумском районе Сумской области, Украина. Известно также как «Сумское море».
Располагается между пгт Степановка (со стороны левого берега) и селом Косовщина, за которым примыкает непосредственно к границе г. Сумы.

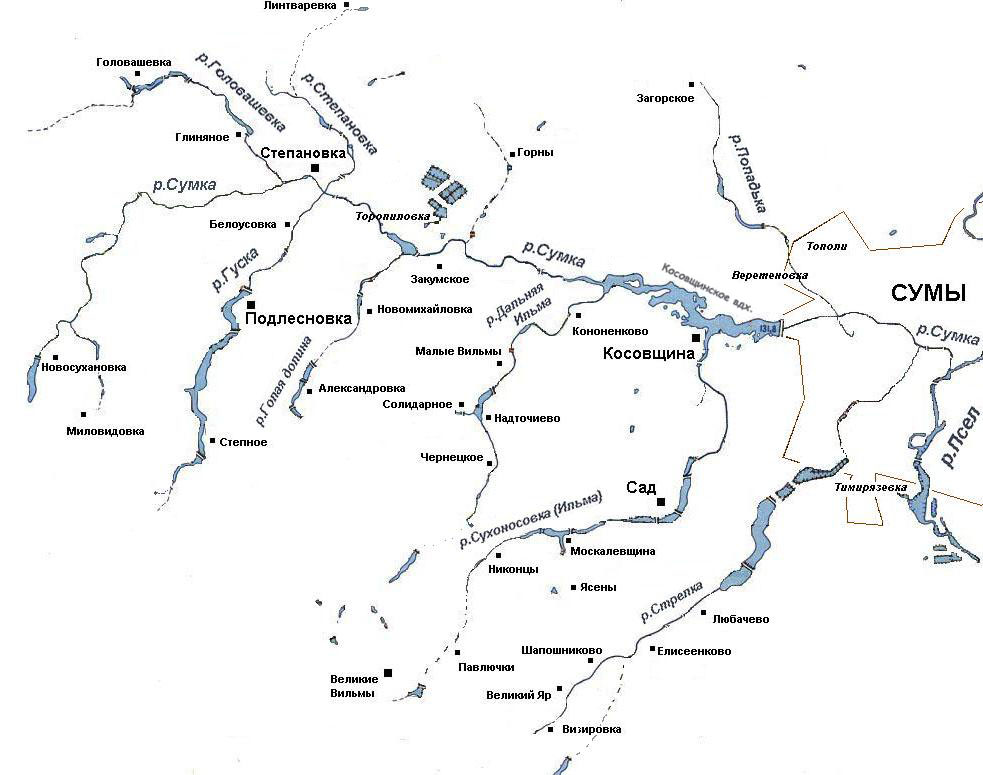
Косовщинское вдх. на карте-схеме р. Сумки.

Площадь поверхности водохранилища составляет 132 гектара. Глубина — 1—4 метра. Есть три небольших островка площадью от 100 до 500 м².
В водохранилище обитают различные виды рыб: карп, белый амур, карась, плотва, густера, лещ, щука, окунь, пескарь и другие, а также речные раки.
Косовщинское водохранилище входит в четверку крупнейших водоёмов Сумской области. Оно было создано в 1960-е годы Сумским химкомбинатом (теперь — ОАО «Сумыхимпром») для обеспечения технических потребностей предприятия. Согласно планам объём воды в озере планировалось довести до 11 млн кубометров, из которых 4—5 млн можно было использовать для поддержания уровня воды в р. Псёл. Но в связи с поднятием уровня грунтовых вод и подтоплением прилегающих жилых домов от планируемого объёма воды отказались.
При создании водохранилища были выселены жители и затоплен хутор Большая (Велика) Косовщина.